# Akce grupy na množině
Akce grupy na množině je jisté zobrazení mezi množinou a grupou (definované níže) s odpovídajícími vlastnostmi. Má spojitost např. se studiem automorfismů či charakteristických podgrup.

## Definice
Nechť {\displaystyle G\,\!} je grupa a {\displaystyle A\,\!} neprázdná množina. Zobrazení {\displaystyle \cdot :G\times A\rightarrow A\,\!} nazveme akcí grupy {\displaystyle G\,\!} na množině {\displaystyle A\,\!} (také působením {\displaystyle G\,\!} na {\displaystyle A\,\!}) jestliže:
1. {\displaystyle g_{1}\cdot (g_{2}\cdot a)=(g_{1}g_{2})\cdot a\,\!} pro všechna {\displaystyle g_{1},g_{2}\in G,a\in A\,\!}
2. {\displaystyle 1\cdot a=a\,\!} pro všechna {\displaystyle a\in A\,\!} (kde {\displaystyle 1\,\!} je neutrální prvek {\displaystyle G\,\!})

Jinak řečeno prvek {\displaystyle g_{1}\in G\,\!} působí na {\displaystyle g_{2}\cdot a\in A\,\!} stejně, jako působí {\displaystyle g_{1}g_{2}\in G\,\!} na {\displaystyle a\in A\,\!}.

## Reprezentace permutacemi
Nechť {\displaystyle G\,\!} působí na {\displaystyle A\,\!} a pro pevně zvolené {\displaystyle g\in G\,\!} označme {\displaystyle \sigma _{g}\,\!} zobrazení {\displaystyle \sigma _{g}:A\rightarrow A\,\!} dané předpisem {\displaystyle a\mapsto g\cdot a\,\!}. Pak platí:
1. pro libovolné {\displaystyle g\in G\,\!} je {\displaystyle \sigma _{g}\,\!} permutace na množině {\displaystyle A\,\!},
2. zobrazení {\displaystyle \phi :G\rightarrow \mathbb {S} _{A}\,\!} dané vztahem {\displaystyle g\mapsto \sigma _{g}\,\!}, je homomorfismus grup.

Zobrazení {\displaystyle \phi \,\!} se nazývá reprezentace permutacemi odpovídající dané akce grupy {\displaystyle G\,\!} na množině {\displaystyle A\,\!}.
Akce grupy {\displaystyle G\,\!} na {\displaystyle A\,\!} se nazývá triviální, resp. věrnou, jestliže {\displaystyle g\cdot a=a\,\,\forall g\in G,a\in A\,\!}, resp. reprezentace permutacemi odpovídající této akci je injektivní zobrazení.

## Jádro akce a stabilizátor prvku
Jádro akce grupy {\displaystyle G\,\!} na množině {\displaystyle A\,\!} se nazývá množina {\displaystyle J=\{g\in G|g\cdot a=a,\,\forall a\in A\}\,\!} (přičemž tato množina je shodná s {\displaystyle \ker \phi \,\!}).
Je-li pevně zvolen prvek {\displaystyle a\in A\,\!}, pak množinu {\displaystyle G_{a}=\{g\in G|g\cdot a=a\}\,\!} nazýváme stabilizátor prvku {\displaystyle a\,\!}. Platí, že jádro akce je průnikem všech stabilizátorů (symbolicky {\displaystyle J=\bigcap _{a\in A}G_{a}\,\!}).
Stabilizátor prvku {\displaystyle a\in A\,\!} tvoří podgrupu grupy G a jádro akce je dokonce normální podgrupa této grupy.

## Orbita prvku
Množina {\displaystyle {\mathcal {O}}_{a}=\{g\cdot a|g\in G\}\,\!} se nazývá orbita prvku {\displaystyle a\,\!}.
Akce grupy G se nazývá tranzitivní, jestliže má právě jednu orbitu (tj. {\displaystyle \forall a,b\in A\exists g\in G:a=g\cdot b\,\!}).
Působí-li grupa G na konečné množině A, pak platí, že {\displaystyle |{\mathcal {O}}_{a}|=|G/G_{a}|\,\!}.

## Tranzitivní akce a homogenní prostor
Říkáme, že grupa {\displaystyle G} má na {\displaystyle A} tranzitivní akci, pokud pro každé {\displaystyle a,b\in A} existuje {\displaystyle g\in G} takové, že {\displaystyle g\cdot a=b}.
Ekvivalentně, akce je tranzitivní pokud pro jedno pevné {\displaystyle a} a každé {\displaystyle b\in A} existuje {\displaystyle g\in G} takové, že {\displaystyle g\cdot a=b} a {\displaystyle G} má tedy jenom jednu orbitu.
Pokud má {\displaystyle G} na množině {\displaystyle A} tranzitivní akci, můžeme množinu {\displaystyle A} reprezentovat jako homogenní prostor
{\displaystyle A\simeq G/G_{a}}
kde {\displaystyle G_{a}} je stabilizátor jednoho prvku {\displaystyle a\in A} a {\displaystyle G/G_{a}} je množina levých rozkladových tříd. Identifikace je {\displaystyle gG_{a}\mapsto g\cdot a} a je jednoznačná,neboť
- Díky tranzitivní akci existuje pro každé {\displaystyle a} příslušné {\displaystyle g}
- Pokud {\displaystyle g_{1}\cdot a=g_{2}\cdot a} tak {\displaystyle g_{2}^{-1}g_{1}a=a}, tedy {\displaystyle g_{2}^{-1}g_{1}\in G_{a}} a {\displaystyle g_{1}G_{a}=g_{2}G_{a}}.

Zobrazení {\displaystyle G/G_{a}\to A} je tedy bijekce.
Reprezentace množiny jako levých rozkladových tříd {\displaystyle G/G_{a}} se nazývá v geometrii homogenní prostor a tvoří základ tzv. Kleinovy geometrie. Například Eukleidovské geometrii jsou vlastní Eukleidova grupa Euc(n) všech rotací, zrcadlení a posunutí. Tato grupa má na Eukleidově prostoru tranzitivní akci a stabilizátor pevně daného bodu je grupa O(n) všech otočení a zrcadlení takových které bod zachovávají. Eukleidův prostor {\displaystyle E(n)} dimenze {\displaystyle n} tedy můžeme reprezentovat jako
{\displaystyle E(n)\simeq Euc(n)/O(n).}